# Борба петлова
Борба петлова је крвави спорт у којем се два петла боре за доминацију. Борбе се најчешће завршавају физичком исцрпљеношћу, када један од петлова није у стању да пружи отпор другом петлу. Није редак случај да оба петла буду толико физички исцрпљена да не могу даље да се боре и у том случају се борба проглашава нерешеном. Дешава се, доста ретко, да се петлови боре до смрти. У државама попут САД, Енглеске, Француске, Шпаније, Филипина итд. постоји традиција пуштања петлова у борбу са вештачким (најчешће металним) мамузама. Такве борбе се често завршавају смрћу пораженог петла а неретко и смрћу оба петла. На Балкану постоји традиција пуштања у борбу петлова са природним мамузама. У САД и већем делу Европе борба петлова је строго забрањена. Разлог за забрану борби петлова је у томе што се ове борбе сматрају окрутним поступањем према животињама или злостављањем животиња.

## Порекло
Борбеност је урођена особина петлова да у сусрету са припадницима исте врсте и истога пола показују жељу за доминацијом. Та жеља за доминацијом се у њиховом сусрету испољава у виду физичког обрачуна која је искориштена за забаву људи у облику борбе петлова. Најчешће је у борбе петлова умешано и коцкање, тј. клађење на једног од противника.